# Ex-Hacienda de Guadalupe, Zumpango
Ex-Hacienda de Guadalupe är en ort i Mexiko, tillhörande kommunen Zumpango i delstaten Mexiko. Ex-Hacienda de Guadalupe ligger i den centrala delen av landet och tillhör Mexico Citys storstadsområde. Orten hade 1 532 invånare vid folkräkningen 2010.